# Sítio Arqueológico Lapa do Sol de Jequitaí
Lapa do Sol de Jequitaí é um sítio arqueológico inserido no Curral de Pedras e localizado no município de Jequitaí no estado de Minas Gerais.
Sua composição consiste em uma caverna calcária com dois condutos lineares paralelos que separam a Lapa do Sol I e II, ambos interconectados. Estima-se que existam mais de trezentas pinturas rupestres e seis gravuras picoteadas no local. 

## Características
A região onde está localizado o sítio arqueológico foi constituída desde o Brasil colonial , durante a época eraum ponto de passagem e pouso para viajantes de outras localidades.
Diferente das condições físicas da região, marcada pela escassez de recursos, o sítio arqueológico se encontra em uma posição privilegiada por estar próximo a cursos d’água, o que evidencia ter sido uma área atrativa para as ocupações humanas.
O Sítio Lapa do Sol de Jequitaí é localizado em uma região calcária marcada por ser uma área importante para o estudo arqueológico e geomorfológico, possui um considerável piso sedimentar e material lítico lascado nas áreas externas.

## Arte Rupestre
Em um sentido geral, a arte rupestre é considerada o vestígio mais visível nos sítios daquela área, o que não seria diferente para o Lapa do Sol de Jequitaí.
Pesquisas feitas no local evidenciaram a organização na distribuição dos grafismos, há predominância das cores amarela, vermelha, preta e branca. Nota-se que além dos grafismos antropomorfos e zoomorfos, há também a presença de figuras geométricas.
A distribuição da arte rupestre segue o seguinte padrão: houve a preferência de paredes subverticais e os tetos para os registros, o tamanho das figuras variam de 20 cm e 1 metro . As figuras geométricas contam com figuras astronômicas, apresentando bicromia em sua composição. A presença de figuras pectiformes também é  confirmada, sendo distribuídas isoladamente ou em conjuntos. É possível notar que as figuras antropomórficas e zoomórficas se concentram mais nos tetos.
Observa-se que a arte rupestre da Lapa do Sol I é apresentada em maior qualidade e quantidade que a da Lapa do Sol II.